# Józef Rey
Józef Rey z Nagłowic herbu Oksza (zm. w 1777 roku) – prezydent Trybunału Koronnego, scholastyk krakowskiej kapituły katedralnej w latach 1775–1777, kanonik przemyski i chełmski.